# 도쿄 급행 전철 9000계 전동차
도쿄 급행 전철 9000계 전동차(일본어: 東急9000系電車)는 1986년 3월 9일에 영업 운행을 개시한 도쿄 급행 전철의 통근형 전동차이다.

## 개요
9000계는 21세기를 목표로 하여 보다 좋은 거주성과 승차감, 운전 조작성의 향상, 에너지 절약, 보수성의 개선을 기본 이념으로 설계되었다.
도큐에서는 1983년부터 구 6000계 일부에 VVVF 인버터 제어장치를 탑재해 시운전을 실시하였으며 다음 1984년에는 1,500V 구간에서 VVVF 인버터 제어장치를 탑재한 차량에서는 일본 최초 영업 운전으로의 실용 시험을 실시했다.
또한 이 때 도큐 차량제조의 첫 볼스터리스 대차 부분을 길게 걸쳐 놓고 시험을 실시했다. 본계열은 이 결과를 근거로 하여 설계·제조되었다.
양산 선행차에 해당하는 9001F는 1985년도에 해당하는 1986년 2월부터 3월에 걸쳐 완성되었다. 양산은 1년 후 1987년도부터 개시되어 1990년도에 해당하는 1991년 3월에 완성하는 9015F까지 15편성, 합계 117량이 도큐 차량제조에서 생산되었다. 도요코 선·미나토미라이 선용은 MT비가 4M4T의 8량 편성, 오이마치선용은 3M2T의 5량 편성이다.
본계열은 도요코선에 투입시켰기 때문에 같은 노선에서 운용하고 있던 8500계를 덴엔토시 선·구 신타마가와선으로 전속시켜 해당 노선의 증비용으로 충당하였다. 또한 후에 8090계 일부 편성을 재편성이라고 하여 신제 제어 전동차(8590계〈데하 8590형·8690형〉) 에 편입하는 중간차 30량을 남겨 오이마치선에 5량화로 트레이드 시키는 것과 동시에 같은 노선에서 운용되고 있던 초대 7000계와 7200계를 메카마선 및 이케가미선으로 전속하여 양 노선에서 운용되고 있던 초대 3000계나 초대 5000계를 교체하는 대규모 차량 전속을 실시했다.

## 개설

### 외관
본계열은 경량 스텐레스 강철제 20m급 4도어 차체로 장래의 영단(현·도쿄 메트로) 난보쿠 선이나 도쿄도 교통국 미타 선으로의 직결 운행을 염두에 두고 있었기 때문에(후에 서술한다) 지하선 입선을 고려한 전면 관통 구조이다. 차체는 외관은 모두 달 마감으로 불리는 윤지우기 마무리의 스테인리스재를 사용하고 있다. 정면·측면에는 도큐의 코퍼레이트 칼라인 적색을 스카치컬러 테이프에 의해 감는다.
전면은 기존과 같은 절제된 스타일이지만, 비상용 관통문을 조수석 측으로 이전시켜 운전대 공간과 시야의 확대를 도모하고 있다. 당초부터 차내에 비상 탈출용 사다리가 설치되고 있다. 이것은 오이마치선용의 9007F를 제외하고 2004년 2월 1일 미나토미라이 선 개업을 앞두고 대형의 것으로 교체되었다. 전면의 스텝은 대형화되고 비상용 사다리는 여기에 걸어 사용한다. 전조등은 각형이며, 본형식보다 미등은 LED화되었다.
행선 표시기는 막식이며 전면은 왼쪽에서 종별 표시·행선지 표시·운행 표시이다. 또한 급행 표지등이 설치되어 있어 급행·특급 열차로의 운용시에는 점등하고 있었지만, 2002년 4월부터 사용이 정지되었다. 측면은 종별·행선지 표시 일체형태의 표시기이다. 원래는 '각역 정차 표시 없음·로마자 표기 없음'이지만, 3차차의 9008F에서는 전면 행선지 표시만 로마자가 적용되어 그 후에 초기차에도 로마자표기의 적용을 실시하였다. 도요코 선·미나토미라이 선용은 요코하마 - 사쿠라기초 구간이 폐지되고 미나토미라이 선 개업시에 전면·측면의 종별과 행선지 표시를 오리지널과 크게 다른 방향막으로 교체되었다. 그 후 오이마치 선용의 9007F나 2008년 7월 하순에 전면 종별 표시막과 측면 방향막이 교환되어 8090계 등과 같이 해당 노선으로의 종별 표시에 대응하였다. 9009F는 오이마치 선 전입시에 운행 번호 표시기 이외를 풀컬러 LED로 교체했다.
9001F는 시작차의 의미도 있어 차량 측면 램프의 주위가 돌출되어 있는 등 세부적으로 차이를 볼 수 있다. 9008F 이후는 막판과 판조각을 프레스 구조로 변경했기 때문에 측면 인상이 초기차와 다소 다르다.
도요코 선·미나토미라이 선용의 편성과 한시기에 오이마치 선에 전속하고 있던 9001F는 전면에 보조 배장기(스커트)를 장착한다. 해당 노선용의 9007F는 스커트가 장착되어 있지 않았지만 팬터그래프를 싱글암식으로 변경하고 있다. 당초 도요코 선·미나토미라이 선 소속 본계열의 스커트 설치는 한정된 편성만 시공될 예정이며 공식 홈페이지상에도 그것처럼 게재되고 있었지만, 결국 해당 노선 소속의 전편성에 한해 시공되었다. 2001년 경에는 전편성에 전락 방지막이 설치되었다.
2007년 2월 - 7월에 전편성에 차량 외부 스피커를 설치하였다. 덧붙여 완성 당시부터 스피커 설치 준비가 이루어지고 있었지만, 부록 때문에 승강 촉진 방송이 불가능하다. 본계열의 스피커 설치에 의해 도요코 선내를 주행하는 차량은 차량 외부 스피커 설치율 100%가 되어 이후 해당 노선에서는 이 스피커를 이용하여 차장에 의한 승강 촉진 방송 등을 매번 실시하게 되어 있다.
냉방 장치는 분산식인데 처음부터 10,000kcal/h의 것(도시바)을 각 차량마다 4대 탑재하고 있었다. 키세는 FRP제이다.
덧붙여 2001년 여름 무렵 9002F와 9012F의 2·4호차에 시범적으로 대용량(12,500kcal/h, 1량당 4대)의 것으로 교체했다. 키세는 스테인리스제이다. 비교의 의미도 있어 전자는 미쓰비시 전기, 후자는 도시바의 것을 각각 탑재했다. 그 후 이 결과를 근거로 하여 2004년부터 도시바의 대용량 형식으로의 교체가 실시되었으나 전원인 정지형 인버터(SIV)의 급전능력 관계로 1편성당 32대 냉방 장치중 14대만 실시되었다.
2008년 현재 9007F·9008F·9010F·9013F 이외의 편성에 시공되고 있다. 9002F의 1 - 4호차는 같은 해 지금도 시험 당시의 장치가 탑재되고 있는데 그 중 9302호차는 일시적으로 3종류의 모든 냉방 장치가 설치되어 있었다. 이 타입으로의 교체는 8500계의 제37·42편성에도 실시되고 있다.

### 내부
내장은 8090계와 같은 '솔리드 패턴'이라 불리는 모양이 들어간 베이지색 화장판을 사용하여 바닥재는 키스톤 플레이트의 칠 마루(갈색)이다. 좌석 배치는 출입문간 7명인 중간 좌석, 차량 단부는 3명인 도중 좌석과 도큐의 노선으로 운행하는 자사 보유 차량에서는 드물게 크로스시트를 설치하고 있다.
롱시트는 승객 1인분의 폭을 440mm로 확대하여 7명분 중간의 좌석에서 3명분을 오렌지색·4명분을 갈색으로 분류하는 것과 동시에 좌석단에 소매 구분을 마련하여 좌석 중간에 새롭게 구분을 설치하여 착석 정원을 지키기 쉽게 하고 있다. 우선석은 시기에 따라서 달랐지만 그 다음은 청색과 도의로 하였다. 당초의 손잡이는 원형이며, 새롭게 침목 방향으로도 증설했다. 또한 우선석부는 후년에 오렌지색으로 삼각형의 것과 교환되었다.
2000년 - 2002년에 걸쳐 교통 배리어 프리법에 대응하여 도요코 선·미나토미라이 선용의 2호차와 7호차, 오이마치선용 4호차의 차단부 3명분 좌석을 철거하여 휠체어 스페이스를 신설했다. 이 때에 벽면 매입식 히터의 신설과 소화기를 수납함에 거두도록 했다.
측면창은 삿시리스 구조를 채용하여 두께 5mm의 강화유리를 사용하고 차광 커튼 첨부로 하고 있다. 또한 고정식의 처면창이 있다. 관통로는 800mm로 하여 각 차량의 시부야 방면으로는 관통문을 마련했다.
천정은 평천정 구조로 냉방 장치의 송풍·배출구 1대와 보조 송풍기 2대가 교대로 배치되어 있다. 9001F의 보조 송풍기는 도시바의 스위프 팬이 채용되었지만, 9002F 이후 미쓰비시 전기제의 라인데리아로 결정되었다. 이것은 선두차 7대, 중간차 8대에 설치하고 있다.
점검이 거의 불필요한 농형 삼상 유도전동기를 채용한 것과 전동기 케이블 연결함을 원터치 연결기화하여 바닥면의 주전동기 점검뚜껑은 생략되었다. 도큐에서는 초대 7000계 이래이다.

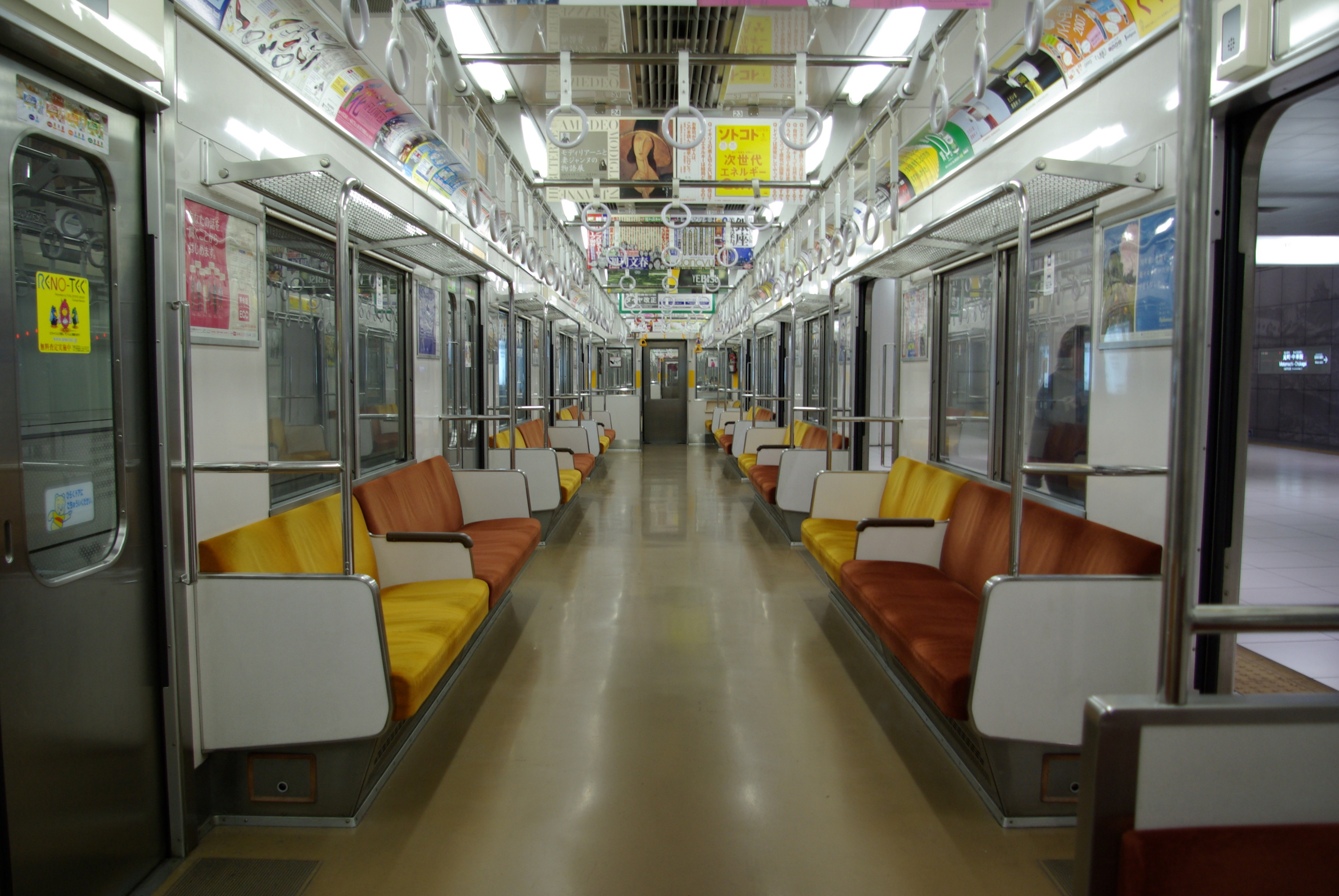
사진 1: 미갱신차의 차내 (사하 9704）
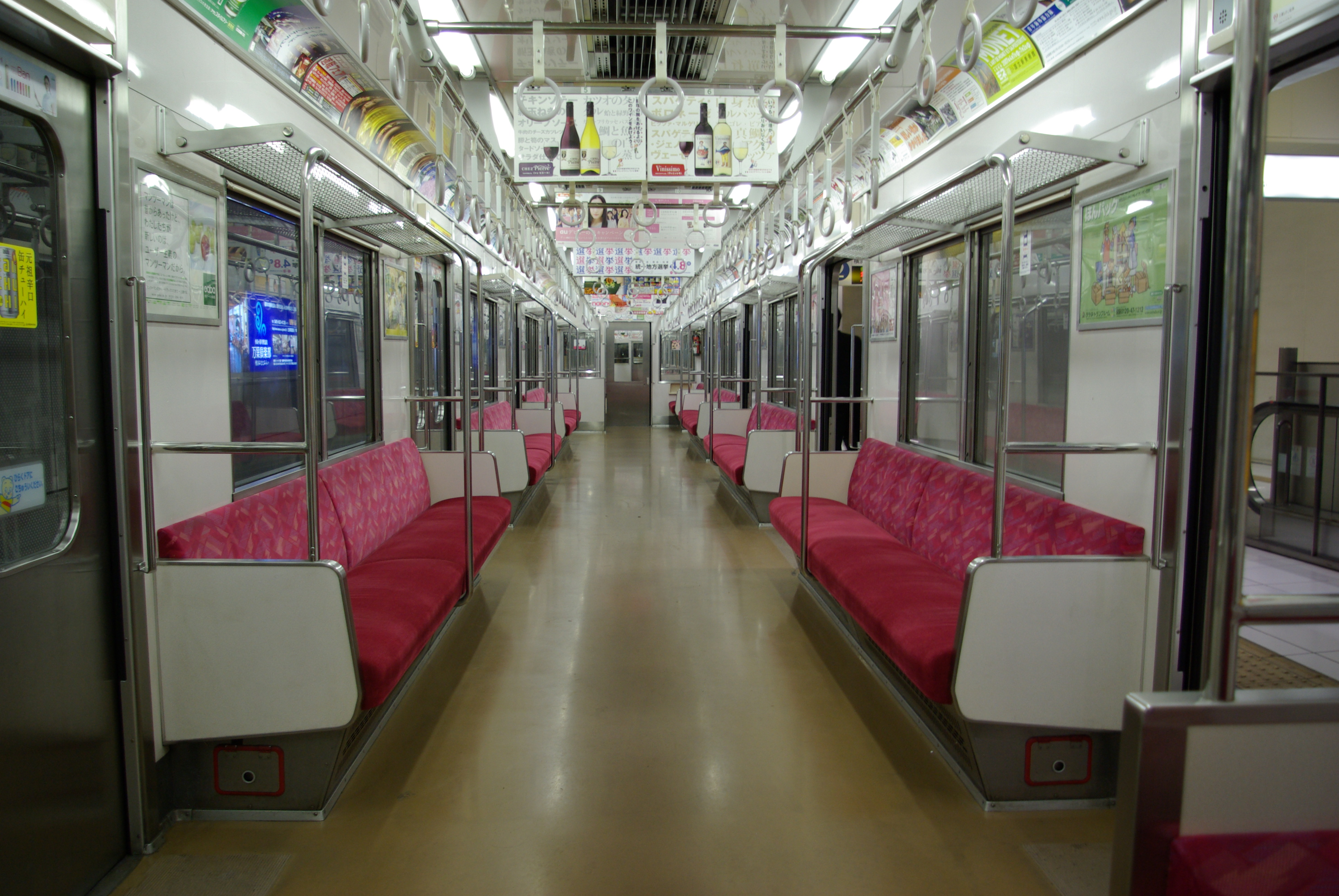
사진 2: 갱신차의 차내 (데하 9201）
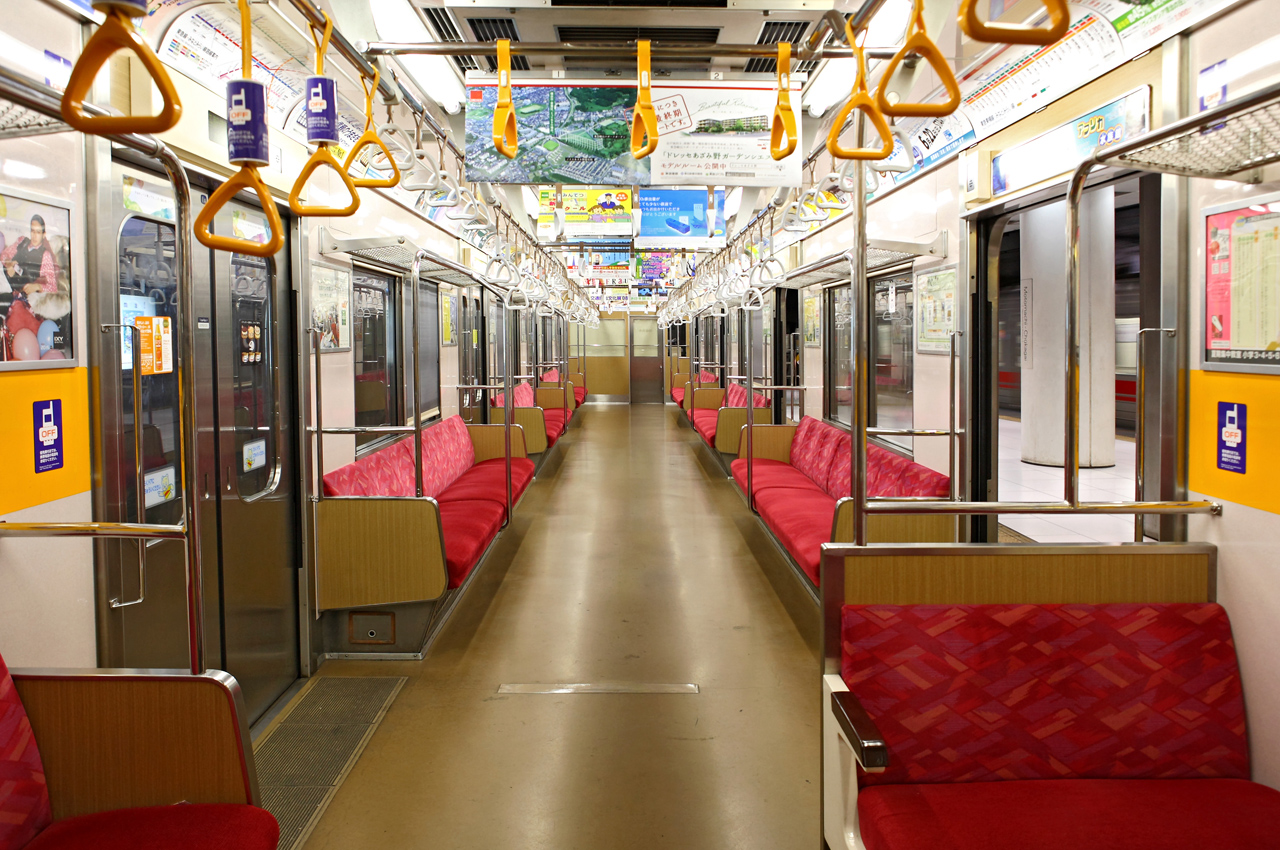
사진 3: 목조 갱신차의 차내 (쿠하 9003）
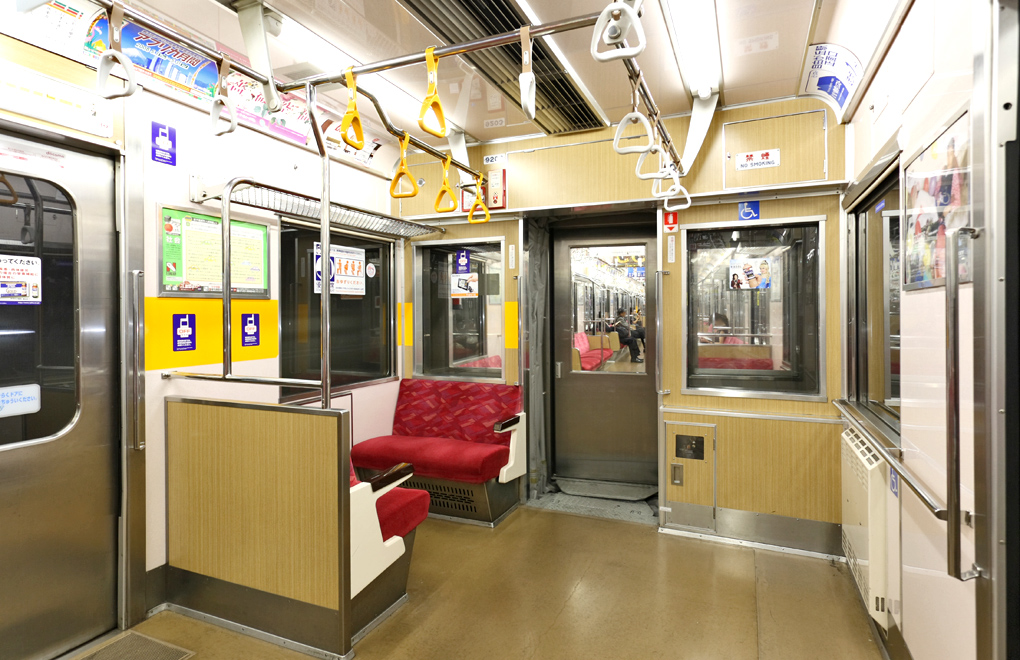
사진 4: 차량 단부의 휠체어 스페이스 와 박스 시트(데하 9203）

### 승무원실

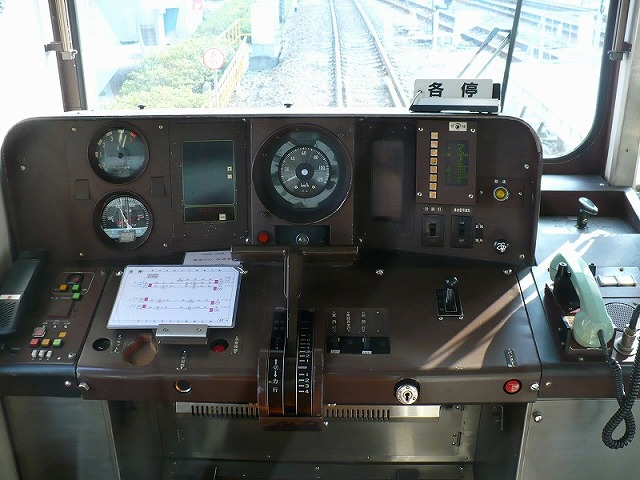
9000계의 운전대

승무원실은 승무원의 운전 조작성 향상을 주목적으로 설계되어 선로 방향으로 1375mm나 확보되었다. 실내는 아이보리의 배색, 운전대는 갈색의 배색이며 8500계에 준하고 있지만, 관통문이 차장대 측에 모였기 때문에 배치에 여유가 있었다. 계기판에는 왼쪽에서부터 압력계·브레이크 지시계, 고장 표시등, 속도계(중앙)·보안 표시등·종별 표시의 순서로 줄지어 있다. 표시등은 모두 LED화되었다. 주간 제어기는 데드맨 장치 탑재의 T자형 원핸들식이다.
또한 쿠하 9100형에 한해 전면 유리의 차양에는 차광 패널을 대신하여 처음으로 롤 커튼을 채용했다. 후의 대량 생산차에서는 양선두차에 설치된 것 외에 그 후의 형식차나 기존 차량에도 채용되었다. 후에 관통문부에도 설치되었다.
운전대 상부에는 고장시의 대처법을 표시한 모니터 디스플레이가 설치되었다. 또한 본계열에는 제어장치 고장시 운전대에서 원격 조작에 의해 개방하는 '제어 개방 스위치'를 탑재했다.
차장용의 마이크는 승무원실 출입문 주위에 각 1개(양측으로 2개), 운전대 오른쪽으로 1대(이것은 송수화기형으로, 승무원실간 연락용과 차내 방송용)의 합계 3개가 설치되어 있다.
도큐에서는 처음으로 윈드워셔 탑재의 전동식 와이퍼를 채용했다. 또한 경적은 공기피리에 가세한 전자 호른(전기피리)을 채용했다.
운전실과 객실의 구분은 전면창과 같은 배치로 구분창이 3장으로 줄지어 있으며 이 중 왼쪽 2매의 창에는 차광막이 설치되어 있지만, 오른쪽의 창에는 없다. 덧붙여 차광막은 롤 커튼식이 아니고 알루미늄제의 하강식 차광판이며 창아래에서 끌어올려 사용한다.
또한 후년 전편성의 차장 스위치를 기계식으로부터 5050계·요코하마 고속철도 Y500계와 같은 간접 제어식(릴레이식)으로 교체했다.

### 차내 안내 기기 등
9007F 이외의 전차량에는 도어 상부에 LED식 차내 안내 표시기를 배치하고, 도어 차임을 각 출입문의 상부에 각각 부록으로 설치하고 있다. 안내 표시기는 3000계 등과 같이 2단식이다. 이 중 선행하여 설치된 9014F·9015F에서는 안내 표시기·도어 차임용 스피커 커버의 색이 베이지였지만, 그 후 설치된 편성에서는 아이보리가 되어 있다. 덧붙여 9001F에서는 선두차 쿠하 9001·9101의 차량 단부에 일본의 철도 차량으로는 처음으로 LED식 안내 표시기가 탑재되었다. 이것은 빨강과 오렌지의 2색표시로, 점은 쿠하 9001이 사각, 쿠하 9101이 환형이었지만, 함께 2000년 8월 6일 다이어 개정으로 다마가와소노 역이 다마가와 역으로 개칭되어 해당 역에 급행이 정차하게 되었기 때문에 장치의 사용을 중지하였다. 그 후 이 차단부 LED 표시기는 냉방 장치등의 기기를 갱신할 때에 철거하여 다른 차량과 같이 광고 게시 스페이스로 결정되었다.
또한 도큐의 차량으로는 첫 음성 합성식 자동 방송 장치를 탑재하여 이후 도큐의 차량으로는 표준 장비품이 되었다. 2003년에 자동 방송의 방송 내용과 목소리의 성우가 변경되어 동시에 영어 방송도 추가되었다.

### 제어장치 등
도큐에서는 처음으로 대량 생산차로서 VVVF 인버터 제어라든지 3상 유도 전동기를 채용했다. 일본내에 있어서의 직류 1,500V용 차량에서는 앞에서 서술한 초대 6000계 및 긴키 일본 철도의 1250계(현·1420계)와 3200계, 신케이세이 전철의 8800형에 이어진 5번째가 된다.
GTO 사이리스터 소자에 의한 히타치제 제어장치(1차차: VF-HR-107형·2차차 이후는 개량형 VF-HR-112형)를 각 전동차에 탑재하여 1대의 제어기로 4대의 전동기를 제어한다(1C4M 방식). 또한 VVVF 인버터 제어의 특성을 활용하여 정속 운전 기능을 부가했다. GTO 사이리스터 소자의 냉각에는 프레온 비등 냉각 방식이 이용되고 있다.
제동 장치는 회생제동 병용의 전기지령식 공기제동이다. 회생제동의 동작 범위는 정지 직전(5km/h)까지로 넓다. 그 때문에 기동시 뿐만 아니라 감속시에도 비동기 영역의 자려음이 주전동기 및 제어장치에서 발생한다. 또한 제동지연 제어를 병용한다.
냉방 장치 등 서비스 기기의 전원인 정지형 인버터는 도시바제의 용량 120kVA, 출력전압 440V GTO 소자를 사용하고 있다. 공기압축기(CP)는 교류 기동의 레시프로식·저소음형의 HS-20-1형을 채용했다.
대차는 경량 볼스터리스 대차(TS-1004형〈전동차〉·TS-1005형〈부수차〉)를 채용했다. 저널 박스 지지는 8000계와 같은 페데스탈식으로 한 것 외에 사양의 재검토 등에 의해 같은계열보다 1대차당 400kg의 경량화를 도모했다.

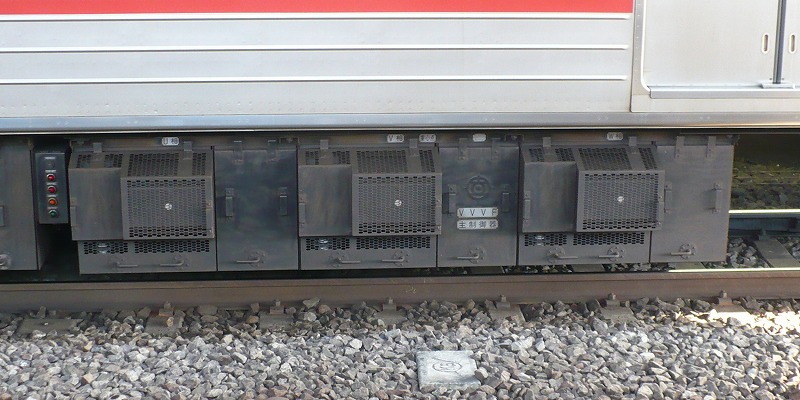
9000계의 히타치제 VVVF 주제어기 (사진은 대량생산차의 VF-HR112형）
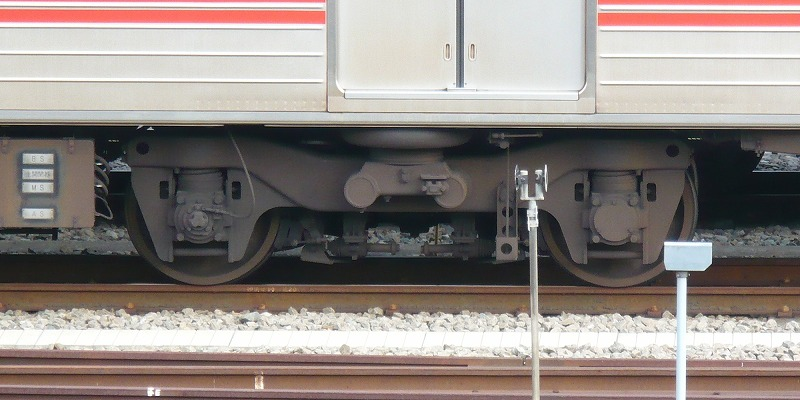
TS1004형 동력대차 볼스터리스 대차 부분이다
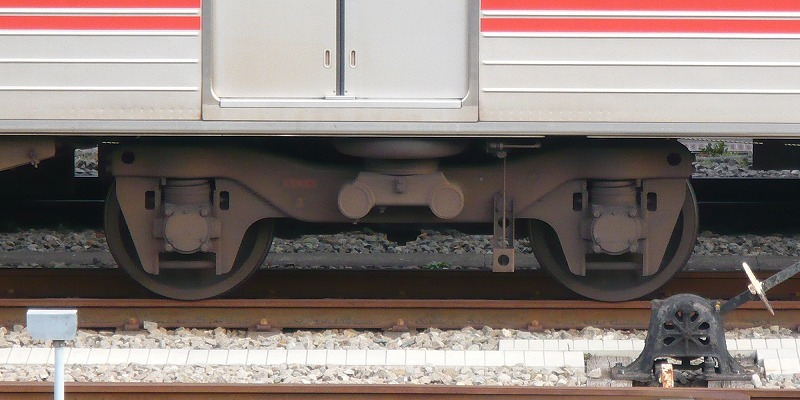
TS1005형 부수대차 동력 대차와 같은 구조이다

기초 제동은 전동차가 편측 답면 제동, 부수차가 디스크 제동으로 되어 있다. 덧붙여 1990년도에 완성된 최종 편성의 9015F에서는 1991년 6월까지 다음 1992년도 완성의 2000계용 시험대차 TS-1009형을 채용했지만, 시험 종료 이후 본계열용의 대차로 교체했다.
집전장치는 크라키세의 대형화에 의해 소형화되어 한층 더 완전 접었을때의 높이를 낮게 설계한 PT44-S-D-M형으로 했다. 이것은 완전 접었을 때 상 범위가 하 범위에 들어가도록하여 소형화한 것이다. 당초보다 강체 가선에 대응한 집전주가 사용되고 있다.

### 실내 갱신 공사
본계열은 9004F를 제외한 전편성에 대해 실내 갱신 공사를 실시했다. 공사의 내용은 아래와 같다.
- 좌석을 핑크계의 표시로 통일하여 구분을 폐지하고 그 대신 9001 - 9003·9005 - 9013F에 대해서는 갱신시 9014·9015F는 갱신 완료 후에 각각 난간을 신설했다(사진 2).
- 도요코 선·미나토미라이 선용의 9003·9005·9006·9011 - 9013F와 오이마치 선용의 9007F에서는 한층 더 화장판을 목조로, 손잡이를 삼각형의 것[12]으로 호차·차량명판을 스티커로 각각 변경되었다. 손잡이는 오이마치 선용의 9007F가 5각형 타입으로, 3000계나 도큐 버스의 1300번대 - 1800번대와 같은 형상인데 비해 다른 편성은 삼각형에 가깝지만 저변의 중심이 패인 타입으로, 그 밖에 유례없는 형상이 되고 있다.
- 도요코 선·미나토미라이 선용의 9012·9013F에 대해서는 이 실내 갱신에 가세하여 선두차의 전면에 보조 배장기(스커트)를 설치할 예정이었으나 계획의 변경으로 당시 해당 노선에 소속해 있던 전편성에 장착되었다.

### 상세

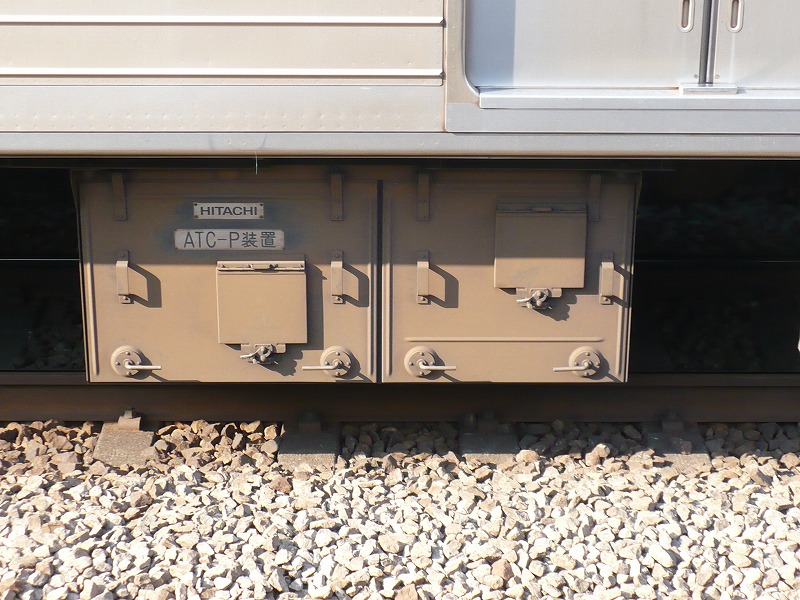
도요코선용 9000계의 ATC-P장치

- 주전동기: TKM-86형이나 삼상 유도 전동기, 출력 170kW, 기어비 85:14=6.07
  - 히타치 제작소·도요 전기제이며 고속시 전동기 냉각팬의 바람 가르는 소리 저감이기 때문에 팬은 전동기 범위내로 넣었다.
- 구동 방식: 중공축굴곡 이음새식 평행 카르단
- 제동 방식: 회생제동 병용 전전기지령식 전자 직통 제동(HRA, 부수차 제동지연 제어)
- 기동가속도: 3.1km/h/s
- 감속도: 3.5km/h/s(상용 최대 4.0km/h/s)·4.5km/h/s(비상）
- 보안 장치는 도큐형 ATS와 후에 ATC를 탑재하고 있다. ATC 차상 장치는 오이마치선용의 9007F가 1991년에 탑재되었으며 그 이외의 도요코선용은 1997년 3월까지 탑재되었다.

## 편성·운용

### 도요코선·오이마치선 도입
1986년부터 1991년에 걸쳐 도요코 선용의 8량 편성이 14편성(9001F에서 9006F, 및 9008F에서 9015F), 오이마치 선용의 5량 편성이 1편성(9007F) 도입되었다. 도요코 선의 차량은 원래 스미요시 차량 검사구, 오이마치선의 차량은 나가츠다 차량 검사구가 관리하고 있다.
도입 당시의 도요코 선에서는 급행과 각역 정차의 열차 운용이 분리되어 있었지만 9000계는 급행·각역 정차의 쌍방으로 운용되었다. 또한 오이마치 선에서는 각역 정차만의 운행인 것 외에 이른 아침·심야에는 사기누마 차고로의 출입고를 겸한 덴엔토시 선 직통운행으로의 충당도 있다.
오이마치 선으로의 도입에 앞서 승무원의 기량 훈련 목적으로 1986년 11월의 1개월 미만 정도 중간 3량을 제외한 9001F가 오이마치 선에서 일시 운용되었다.
그 후 1989년 8월부터 1991년 3월에 걸쳐 오이마치 선 차량의 CS-ATC 탑재 공사에 따른 편성수의 확보를 목적으로 9001F가 전과 같이 오이마치 선으로 일시 운용되었다. 이 2번째 9001F의 오이마치 선 운용은 약 1년 7개월로 장기간에 걸친 것으로 1990년 10월부터 1991년 2월까지 9001F에서 빠져 유치되고 있던 중간차 3량을 9008F의 중간차 3량으로 교체하여 주행거리를 조정했다.
1996년 차륜의 마찰음 대책 시험 때문에 오이마치선용의 9007F가 몇일간 3량화되어 고도모노쿠니선에서 운용되었다.

### 도요코선 특급 열차로의 충당·미나토미라이선으로의 직통
2001년 3월 28일에는 도요코 선에서 특급 운행이 개시되었다. 이 때 열차 종별에 의한 열차 운용 분리는 폐지되어 9000계에 대해서도 특급에서 각역 정차까지 모든 운용에 사용되었다.
2004년 2월 1일부터 미나토미라이 선이 개업하면서 도요코 선과의 상호 직결 운행이 개시되었다. 도요코 선의 열차가 거의 모두 미나토미라이 선까지 직통하는 형태를 취해 9000계 모두 미나토미라이선 모토마치·츄카가이까지 운용 범위를 확장하였다.
미나토미라이 선 개업에 맞춰 사전에 지하화 되는 구간을 포함하여 미나토미라이 선내에서의 시운전이 실시되어 9008F가 2003년 10월에 한 번 운용에서 이탈하여 요코하마 고속철도 Y500계 Y516F와 함께 사용되었다. 반입은 같은 해 11월에 히가시하쿠라쿠 역 소리마치 반입의 가설 지하 반입 선로에서 시작되어 반입 선로에는 나가츠다 차량 공장에서 트레일러로 육상수송 되었다.

### 오이마치선용 차량의 이미지 체인지
2004년 12월 오이마치 선용 9007F의 집전장치는 능형에서 눈이 부착하기 어려운 싱글암식 팬터그래프로 교체되었다. 오이마치 선은 선내에 차량 검사구가 없고 팬터그래프에 부착한 눈을 떨어뜨리는 것이 어렵기 때문이다. 다른 오이마치선용 차량에 대해서도와 같이 교체되었다.
2006년 3월 18일부터 토휴일에 수왕복, 오이마치 선에서 덴엔토시센 주오린칸 역까지의 직결 운행(오이마치 선내 각역 정차·덴엔토시 선내 급행 운행)이 설정되었지만, 9000계는 사용 실적이 없다. 게다가 2008년 3월 28일부터는 오이마치 선에서 급행 운행이 개시되었지만, 이것도 6량 편성의 신형 차량 6000계가 도입되었기 때문에 9000계는 그 후에도 오로지 각역 정차로 운용되고 있다.
오이마치 선 급행 운전 개시전 오이마치선의 보안 장치가 ATC로 변경되어 오이마치선 소속 차량의 ATC 개수 공사에 따른 차량 부족을 보충할 필요가 생겼다. 이 때문에 9001F가 2007년 8월 25일에 5량 편성으로 조성한 다음 오이마치선으로 전용하여 같은 해 8월 27일부터 2008년 3월 27일까지의 7개월 사이 오이마치선 영업 운행에 올랐다. 이 때 3량(사하 9801-데하 9301-사하 9701)은 휴차되었다. 그 후 다시 8량 편성으로 환원되어 2008년 5월 20일에 도요코 선으로 복귀했다.
덧붙여 행선 표시기의 자막은 9007F와 같은 '각정 표시 없음·전면의 영문자가 대문자와 소문자의 조합·측면은 일본어 표기만'의 형태로 도요코 선·미나토미라이 선 소속 편성이 미나토미라이선 대응막으로 교체하기 전 사용하고 있던 것을 유용하고 있었다. 또한 9001F 팬터그래프는 싱글암식으로의 교환은 실시되지 않았다.

### 오이마치선으로의 배치
2009년 5월 18일 5량 편성에 새로 조성된 9002F가 나가쓰다 차량 검사구로 회송되어 전면대색을 오이마치 선 사양의 그라데이션으로 변경하여 7월 8일에 시운전을 실시하고 다음 9일부터 영업 운행에 들어갔다. 또한 9009F가 2009년 5월 22일에 나가쓰다 공장에 입선하여 5량 편성에 새로 조성되어 9월 1일에 해당 공장에서 출장되어 4일 영업 운행에 들어갔다. 덧붙여 해당 편성은 종별, 행선지부를 풀컬러 LED로 교체하고 팬터그래프도 싱글암식으로 교체하고 있다.
덧붙여 차량 이동에 맞춰 잉여가 된 중간차 6량은 2009년 6월 15일 9000계의 첫 폐차대상이 되었다.
2010년 9003F, 9006F도 오이마치선에 전속하고 있다.
2013년 3월부터는 후쿠토신선 직통운행 개시에 따라 전 편성이 오이마치선에서만 다니고 있다.

### 편성시

#### 도요코선·미나토미라이선용(모토스미요시 검차구)
|            | ←시부야모토마치 주카가이→ | ←시부야모토마치 주카가이→ | ←시부야모토마치 주카가이→ | ←시부야모토마치 주카가이→ | ←시부야모토마치 주카가이→ | ←시부야모토마치 주카가이→ | ←시부야모토마치 주카가이→ | ←시부야모토마치 주카가이→ | 입적            | 제조 회차별 | 갱신 | 손잡이 | 장식       |
| 호차       | 1                         | 2                         | 3                         | 4                         | 5                         | 6                         | 7                         | 8                         | 입적            | 제조 회차별 | 갱신 | 손잡이 | 장식       |
| 형식・차종 | 쿠하 9000 (Tc2)           | 데하 9200 (M1)            | 사하 9700 (T2)            | 데하 9300 (M2)            | 사하 9800 (T1)            | 데하 9400 (M3)            | 데하 9600 (M0)            | 쿠하 9100 (Tc1)           | 입적            | 제조 회차별 | 갱신 | 손잡이 | 장식       |
| 탑재 기기  | CP                        | CONT,SIV                  |                           | CONT,SIV                  | CP                        | CONT,SIV                  | CONT                      | CP                        | 입적            | 제조 회차별 | 갱신 | 손잡이 | 장식       |
| 차호       | 9001                      | 9201                      | 9701                      | 9301                      | 9801                      | 9401                      | 9601                      | 9101                      | 1986년 3월8일   | 1           | ○    | ○      |            |
| 차호       | 9004                      | 9204                      | 9704                      | 9304                      | 9804                      | 9404                      | 9604                      | 9104                      | 1988년 1월24일  | 2           | ×    | ○      |            |
| 차호       | 9005                      | 9205                      | 9705                      | 9305                      | 9805                      | 9405                      | 9605                      | 9105                      | 1988년 2월20일  | 2           | ●    | △      |            |
| 차호       | 9008                      | 9208                      | 9708                      | 9308                      | 9808                      | 9408                      | 9608                      | 9108                      | 1988년 8월27일  | 3           | ○    | ○      |            |
| 차호       | 9010                      | 9210                      | 9710                      | 9310                      | 9810                      | 9410                      | 9610                      | 9110                      | 1988년 10월19일 | 3           | ○    | ○      |            |
| 차호       | 9011                      | 9211                      | 9711                      | 9311                      | 9811                      | 9411                      | 9611                      | 9111                      | 1988년 10월25일 | 3           | ●    | △      |            |
| 차호       | 9012                      | 9212                      | 9712                      | 9312                      | 9812                      | 9412                      | 9612                      | 9112                      | 1988년 11월22일 | 3           | ●    | △      |            |
| 차호       | 9013                      | 9213                      | 9713                      | 9313                      | 9813                      | 9413                      | 9613                      | 9113                      | 1989년 3월31일  | 3           | ●    | △      | シャボン玉 |
| 차호       | 9014                      | 9214                      | 9714                      | 9314                      | 9814                      | 9414                      | 9614                      | 9114                      | 1989년 9월30일  | 4           | ○    | ○      |            |
| 차호       | 9015                      | 9215                      | 9715                      | 9315                      | 9815                      | 9415                      | 9615                      | 9115                      | 1991년 3월26일  | 5           | ○    | ○      |            |

#### 오이마치선용(나가쓰다 검차구)
|            | ←오이마치사기누마·나가쓰다·주오린칸→ | ←오이마치사기누마·나가쓰다·주오린칸→ | ←오이마치사기누마·나가쓰다·주오린칸→ | ←오이마치사기누마·나가쓰다·주오린칸→ | ←오이마치사기누마·나가쓰다·주오린칸→ | (상단)입적일 (하단)오이마치선 전속일 | 제조 도입 순서 | 갱신 | 손잡이 | 풀컬러 LED막 | 싱글 암식 팬터 그래프 | 비고                                                      | 비고                   |
| 号車       | 1                                    | 2                                    | 3                                    | 4                                    | 5                                    | (상단)입적일 (하단)오이마치선 전속일 | 제조 도입 순서 | 갱신 | 손잡이 | 풀컬러 LED막 | 싱글 암식 팬터 그래프 | 비고                                                      | 비고                   |
| 형식・차종 | 쿠하 9000 (Tc2)                      | 데하 9200 (M)                        | 데하 9400 (M)                        | 데하 9600 (M0)                       | 쿠하 9100 (Tc1)                      | (상단)입적일 (하단)오이마치선 전속일 | 제조 도입 순서 | 갱신 | 손잡이 | 풀컬러 LED막 | 싱글 암식 팬터 그래프 | 비고                                                      | 비고                   |
| 탑재 기기  | CP                                   | CONT,SIV                             | CONT,SIV                             | CONT                                 | CP                                   | (상단)입적일 (하단)오이마치선 전속일 | 제조 도입 순서 | 갱신 | 손잡이 | 풀컬러 LED막 | 싱글 암식 팬터 그래프 | 비고                                                      | 비고                   |
| 차호       | 9002                                 | 9202                                 | 9402                                 | 9602                                 | 9102                                 | 1987년 11월 25일                     | 2              | ○    | ○      | ×            | ×                     | 제조 당초에는 도요코선에서 운용, 후에 오이마치선으로 전속 | 전면대 그라데이션 타입 |
| 차호       | 9007                                 | 9207                                 | 9407                                 | 9607                                 | 9107                                 | 1988년 3월9일 1988년 3월 9일         | 2              | ●    | △      | ×            | ○                     | 제조 당초와 달리 오이마치선에서 운용                      | 전면대 그라데이션 타입 |
| 차호       | 9009                                 | 9209                                 | 9409                                 | 9609                                 | 9109                                 | 1988년 9월 2일                       | 3              | ○    | ○      | ○            | ○                     | 제조 당초에는 도요코선에서 운용, 후에 오이마치선으로 전속 | 전면대 그라데이션 타입 |
| 차호       | 9003                                 | 9203                                 | 9403                                 | 9603                                 | 9103                                 | 1987년 12월 20일 2010년 6월14일      | 2              | ●    | △      | ×            | ×                     |                                                           |                        |
| 차호       | 9006                                 | 9206                                 | 9406                                 | 9606                                 | 9106                                 | 1988년 3월 2일 2010년 8월24일        | 2              | ●    | △      | ×            | ×                     | 원TOQ-BOX                                                 |                        |

범례
- CONT: 주제어기(1C4M)
- SIV: 보조 전원 장치(정지형 인버터) 120kVA
- CP; 공기압축기
- 갱신란의 것 ×은 미갱신, ○은 갱신, ●은 갱신(나뭇결)

## 특기 사항
본계열은 신기술을 채용한 차량인 만큼 신제 투입 직후에는 초기 고장을 중심으로 한 트러블도 많았다. 공전의 다발이나 대차 공기 용수철의 압력 조정 불편으로 1986년 3월 13일 아침 9001F가 요코하마역 부근(지상선시절) 커브 구간의 구배(캔트)에 적응하지 못하고 탈선 사고를 내는 등 많았지만 이러한 문제들도 서서히 극복하였다.
또한 당시 '도심선'이라고 불리고 있던 메구로선에서 제도 고속도 교통영단(현·도쿄 지하철) 난보쿠 선 및 도쿄도 경영 지하철 미타 선과의 상호 직결 대응도 상정해 설계하고 있었다. 그러나 실제로는 급구배가 많은 난보쿠선에서 출력이 부족했던데다 거기에 당초 계획의 홈 센서 방식(이케가미선과 도큐 다마가와 선에서 채용)에서 홈 도어 방식으로의 계획 변경에 의해 모니터 장치를 장비시킬 필요가 생긴 것이었는데, 여기에 따른 승무원 안전 확인상의 문제나 비용면으로부터 지하철 연장 운행 개시에 즈음하여 신계열이 되는 3000계를 설계·제조했다. 그 아쉬움으로 메구로선으로 직통 운행하고 있는 도쿄도 교통국 6300형 전동차 및 도쿄 지하철 9000계 전동차의 초기차에는 본계열과 같이 일부 좌석에 크로스시트를 설치하는 등의 공통점이 보여져 본계열에는 차량 외부 스피커의 준비 공사(그 후 설치가 끝난 상태)가 이루어지고 있었다. 또한 방향막에는 덴엔쵸후나 메구로의 표시도 준비해 있었지만, 미나토미라이 선 개업을 대비한 자막 교체시에 소멸했다. 한층 더 나아가 운전대의 마스콘 키나 ATC/ATS 변환 스위치가 영단 대응이 되어 있는 것 외에 사하 9700형의 처면에는 유도 무선 안테나의 설치 준비도 이루어지고 있다.

## 차체 장식
- 9006F와 9013F는 일찍이 TOQ-BOX로 불려 열차 광고를 1사(상품·서비스)의 것으로 통일하고 있었다. 전자는 무지개와 악기·음표, 후자는 비눗방울을 각각 모티프로 한 장식을 양단 선두차의 전면 및 측면으로 각각 붙이고 있었지만, 스티커의 노후화를 이유로 전자는 2008년 12월, 후자는 2009년 1월에 측면의 장식이 철거되었다. 덧붙여 전면 장식은 그 후도 존치되고 있다.
- 9013F는 2005년도의 하계와 동계에 개최한 스탬프 랠리의 캠페인 편성이 되어 하계에는 '기관차 토마스'를, 동계에는 '두 사람은 프리큐어 Max Heart'를 각각 랩핑했다. 또한 2006년 7월 15일부터 8월 31일까지는 9015F가 스탬프 랠리의 캠페인 편성이 되어 '울트라맨 트레인'으로 운용되고 있었다.
- 2004년 1월 30일 도요코선 다카시마초 역·사쿠라기초역 폐지의 날에는 상행 최종 열차(사쿠라기초발 각역 정차 모토스미요시행)에 9013F가, 하행의 최종 열차(시부야발 각역 정차 사쿠라기초행, 후에 회송)에 9001F를 각각 충당했다. 이 중 전자에는 석별의 헤드 마크 스티커 "오랫동안 이용해주셔서 감사합니다 사쿠라기쵸역·타카시마쵸역"을 전후의 관통문에 붙여 마치 노면 전차의 '꽃전차'적 연출이 이루어졌다. 또한 사쿠라기초 역 홈 철거 이후 2007년 10월 역사 철거지에 9001F를 씌운 이벤트 공간 '창조 공간 9001'이 오픈했지만 2010년 3월에 폐쇄되었다.
- 2005년 11월 전후로 도요코 선·미나토미라이 선에 배속한 편성의 8호차(쿠하 9100형)에 TBS의 텔레비전 드라마 광고를 게재하게 되었다. 이 8호차는 2006년 7월 14일까지 특급·통근 특급·급행에 한정해 여성 전용 차량으로 지정되어 있었다.다만 앞에서 서술한 9006F와 9013F에서는 해당 광고를 게재하지 않았다.
- 9005F는 2006년 5월 7일 임시 열차 '해피 아이스크림호'로 운용되었다. 덧붙여 같은 해 4월 26일부터 5월 6일에 걸쳐 도요코 선·미나토미라이 선 구간 정기 운용에 투입되었다. 2007년의 같은 시기에도 9011F가 '해피 아이스크림호'의 정기 운용(임시 열차로서의 운용은 같은 해 5월 13일)으로 투입되었다.
- 2006년 10월에는 지유가오카 역 개업 77주년을 기념하고, 9002F가 같은 해 10월 3일부터 10월 26일, 9007F는 같은 해 10월 2일부터 10월 25일까지 특제 스티커를 차체에 붙이고 있었다.
- 미나토미라이선 연선에 있던 특설 극장에서 개최되고 있던 머슬 뮤지컬 본공연의 전후로 랩핑한 편성을 운행하고 있었다. 다만 랩핑 시공 편성은 개최 시기에 의해 차이가 났다.
- 2007년에는 2009년의 요코하마항 개항 150주년을 기념하고, 9009F에 국제 신호기 등의 스티커가 첨부되었다.
- 2008년 12월 무렵부터 개국 엑스포 Y150의 개최를 기념하고, 9010F에 '다메마루'의 스티커가 첨부되고 있다. 이 편성을 사용하여 2009년 9월 21일부터 23일까지 임시 급행열차 'Y150 다메마루'가 운행되었다.
- 2007년 8월 7일 경에는 오이마치선 오오카야마 - 오이마치간 개업 80주년을 기념하고 9007F 전면에 특제의 스티커가 첨부 되었다. 2008년 3월 28일의 오이마치선 급행 운전 개시를 앞두고 이 기념 스티커를 붙인 채로 해당 노선 소속의 각역 정차용 차량과 같은 그라데이션 컬러로 변경되는 것과 동시에 측면만 오이마치선을 나타낸 오승방지를 위한 스티커가 첨부되었다. 그 후 기념 스티커는 같은 해 8월 중순에 철거되어 그 자취에 오이마치선을 나타내는 오승방지용의 스티커가 첨부 되었다.